# Мангонија Парк (Флорида)
Мангонија Парк (енгл. Mangonia Park) град је у америчкој савезној држави Флорида. По попису становништва из 2010. у њему је живело 1.888 становника.

## Демографија
Према попису становништва из 2010. у граду је живело 1.888 становника, што је 605 (47,2%) становника више него 2000. године.
| Група             | 2000.       | 2010.         |
| Белци             | 157 (12,2%) | 127 (6,7%)    |
| Афроамериканци    | 984 (76,7%) | 1.568 (83,1%) |
| Азијати           | 4 (0,3%)    | 4 (0,2%)      |
| Хиспаноамериканци | 117 (9,1%)  | 174 (9,2%)    |
| Укупно            | 1.283       | 1.888         |